# Stupeň B1055 Falconu Heavy
Stupeň B1055 Falconu Heavy byl centrální první stupeň rakety Falcon Heavy vyráběné společností SpaceX, jednalo se o desátý exemplář verze Block 5 (konstrukčně se ale centrální stupeň odlišuje od bočních stupňů a nelze použít jako součást rakety Falcon 9). Tento první stupeň letěl v dubnu 2019, kdy byl použit jako centrální stupeň rakety Falcon Heavy při vynášení telekomunikačního satelitu ArabSat 6A. Po odpojení od zbytku rakety centrální stupeň B1055 neprovedl zpětný zážeh, ale vydal se k přistávací plošině OCISLY, která jej očekávala ve vzdálenosti 965 km od pobřeží Floridy. Stupeň na plošině úspěšně přistál (první úspěšné přistání centrálního prvního stupně FH), ale kvůli rozbouřenému moři, kdy vlny dosahovaly až 3 m výšky, nemohl být zajištěn a převrátil se.

## Historie letů
| Číslo použití | Datum startu (UTC) | Let číslo | Náklad     | Start | Místo startu | Přistání | Místo přistání | Poznámky                                                |
| ------------- | ------------------ | --------- | ---------- | ----- | ------------ | -------- | -------------- | ------------------------------------------------------- |
| 1             | 11. dubna 2019     | FH 2      | ArabSat 6A |       | KSC LC-39A   |          | OCISLY         | Stupeň po úspěšném přistání zničen na rozbouřeném moři. |